# Psammotettix diademata
Psammotettix diademata är en insektsart som beskrevs av Hamilton 2002. Psammotettix diademata ingår i släktet Psammotettix och familjen dvärgstritar. Inga underarter finns listade i Catalogue of Life.